# Thalamophyllia
Genre
Thalamophyllia est un genre de coraux durs de la famille des Caryophylliidae.

## Liste d'espèces
Le genre Thalamophyllia comprend les espèces suivantes :
| Selon World Register of Marine Species (29 juin 2015) : - Thalamophyllia gasti Döderlein, 1913 - Thalamophyllia gombergi Cairns, 1979 - Thalamophyllia riisei Duchassaing & Michelotti, 1864 - Thalamophyllia tenuescens Gardiner, 1899 | Selon ITIS (29 juin 2015) : - Thalamophyllia gasti Doderlein, 1913 - Thalamophyllia gombergi Cairns, 1979 - Thalamophyllia riisei Duchassaing & Michelotti, 1864 - Thalamophyllia tenuescens Gardiner, 1899 |